# Венді Ракель Робінсон
Венді Ракель Робінсон (англ. Wendy Raquel Robinson, нар. 25 липня 1967) — американська акторка кіно та озвучення.

## Життя та кар'єра
Робінсон народилася 1967 року в Лос-Анджелесі, штат Каліфорнія. В 1989 році закінчила зі ступенем бакалавра Говардський університет. На телебаченні дебютувала у 1993 році, у ситкомі «Мартін», після чого продовжуючи виконувати комедійні ролі у різних шоу, серед яких були «Як у кіно», «Так, люба!» та «Нові пригоди старої Крістін». Драматичні ролі у Робінсон виконувала в серіалах «Поліція Нью-Йорка» та «Анатомія Грей».
Робінсон найбільш роботами у телевізійних ситкомах «Шоу Стіва Гарві» (1996—2002) та «Гра» (з 2006). Вона також з'явилася у «Подругах», спінофом якого є «Гра». Ці ролі принесли їй загалом 9 номінацій на премію NAACP, перш ніж вона виграла першу нагороду в 2014 році.
Поза телебаченням Робінсон зіграла головну жіночу роль у фільмі 2005 року «Отскок» з Мартіном Ловренсом. Також вона була помітна у фільмах «Тонка грань між любов'ю та ненавистю» (1996), «Міс Конгеніальність» (2000) та «Щось новеньке» (2006).

## Фільмографія

### Кіно
- Мантіс (1994)
- Ходячі мерці (1995)
- Тонка грань між любов'ю та ненавистю (1996)
- Телеведучий (1998)
- Міс Конгеніальність (2000)
- Гра для двох (2001)
- З тобою чи без тебе (2003)
- Ігри розуму (2003)
- Стрибок угору (2005)
- Щось новеньке (2006)
- Суперечності у серці (2009)
- Коли гасне світло (2010)
- Він мій, не твій (2011)
- Тридцятип'ятирічні (2011)
- Відродження! (2014)
- Коматозники (2017)

### Телебачення
- Незначні коригування (20 епізодів, 1995—1996)
- Шоу Стіва Гарві (122 епізоди, 1996—2002)
- Гра (129+ епізодів, 2006—2009, 2011-)
- Гранд-готель (2019)

## Нагороди та номінації
| Рік  | Нагороди          | Результат | Категорія                                            | Серія                          |
| ---- | ----------------- | --------- | ---------------------------------------------------- | ------------------------------ |
| 2000 | NAACP Image Award | Номінація | Найкраща акторка комедійного серіалу                 | Шоу Стіва Гарві                |
| 2001 | NAACP Image Award | Номінація | Найкраща акторка комедійного серіалу                 | Шоу Стіва Гарві                |
| 2002 | NAACP Image Award | Номінація | Найкраща акторка комедійного серіалу                 | Шоу Стіва Гарві                |
| 2003 | NAACP Image Award | Номінація | Найкраща акторка другого плану в комедійному серіалі | Седрік Конферансьє представляє |
| 2008 | NAACP Image Award | Номінація | Найкраща акторка другого плану в комедійному серіалі | Гра                            |
| 2009 | NAACP Image Award | Номінація | Найкраща акторка другого плану в комедійному серіалі | Гра                            |
| 2010 | NAACP Image Award | Номінація | Найкраща актоока другого плану в комедійному серіалі | Гра                            |
| 2012 | NAACP Image Award | Номінація | Найкраща акторка комедійного серіалу                 | Гра                            |
| 2013 | NAACP Image Award | Номінація | Найкраща акторка комедійного серіалу                 | Гра                            |
| 2014 | NAACP Image Award | Перемога  | Найкраща акторка комедійного серіалу                 | Гра                            |
| 2015 | NAACP Image Award | Номінація | Найкраща акторка комедійного серіалу                 | Гра                            |